# Late Night Alumni
Late Night Alumni es un grupo de música electrónica estadounidense con origen en Salt Lake City. Está formado por Ryan Raddon (Kaskade), Finn Bjarnson, John Hancock, y la vocalista Becky Jean Williams. El grupo es conocido por realizar mezclas de música dance con instrumentos de cuerda y soft trance con la voz de Becky Jean Williams, la cual posee unas tonalidades fonéticas especialmente suaves.

## Historia
Finn Bjarnson conoció a Becky Jean Williams, hermana de R. John Williams, el vocalista de Faded Paper Figures, en el verano de 2003. Finn ya había trabajado con Ryan Raddon anteriormente, y muy pronto los tres formaron Late Night Alumni. En 2004, Hed Kandi hizo una oferta a la licencia y el lanzamiento de un álbum completo de Late Night Alumni. John Hancock, un productor local, se unió para completar la banda.
Empty Streets fue lanzado en septiembre de 2005. Por las mismas fechas, Hed Kandi fue comprada por el sello Ministry of Sound y el álbum se archivó. Sin embargo, a pesar de la falta de apoyo de la discográfica pronto se convirtió en un clásico underground.
El sencillo con el mismo nombre recibió una acogida en clubs y radios, ocupando el Top Ten Radio Play en Reino Unido y Estados Unidos, y llegando al número 1 en España. «Empty Streets» se usó en campañas publicitarias como el anuncio del Toyota iQ. Asimismo, más de una docena de compilaciones dance publicaron la canción, siendo la más conocida la incluida en el álbum In Search of Sunrise de DJ Tiësto.
Of Birds, Bees, Butterflies, Etc., álbum posterior a Empty Streets, fue lanzado como descarga digital el 3 de noviembre de 2009 y en formato físico el 2 de febrero de 2010 por Ultra Records. El 1 de septiembre de 2009, el grupo lanzó «You Can Be The One», su primer sencillo del álbum. A este sencillo le siguió el remix de Sultan & Ned Shepard, lanzado el 23 de septiembre de 2009.
El videoclip de una versión en vivo de «You Can Be The One» fue grabado en Velour en Utah. Cuenta con cuatro violinistas, junto con los cuatro miembros de Late Night Alumni. El vídeo tiene cierta similitud con la versión en vivo «4AM» de Kaskade, que también cuenta con Becky Jean Williams en la voz principal y Bjarnson Finn en la guitarra.
El grupo publicó una versión acústica de «Golden». Asimismo, también lanzaron la versión acústica de «What's In A Name».
Haunted, su tercer álbum, se publicó en formato digital el 8 de febrero de 2011. Durante la grabación, el grupo esperaba crear una dinámica diferente trabajando conjuntamente la mayor parte del tiempo en lugar de aislarse y comunicarse electrónicamente. El título del álbum surgió de la idea de estar «cazado» por la nostalgia y los recuerdos del pasado mientras se intenta cambiar el presente, aunque el carácter histórico del estudio de grabación en Salt Lake City también tuvo una gran influencia.
Además, otras dos canciones del grupo, «Uncharted» y «You Can Be the One» aparecen en la película de Steve Carell Crazy, Stupid, Love. de 2011.

## Discografía

### Álbumes
- 2005 - Empty Streets
- 2009 - Of Birds, Bees, Butterflies, Etc.
- 2011 - Haunted
- 2013 - The Beat Becomes A Sound
- 2015 - Eclipse
- 2019 - Silver

### Sencillos/EP
| Título                                          | Discográfica - Número de catálogo | Fecha de lanzamiento     |
| ----------------------------------------------- | --------------------------------- | ------------------------ |
| Empty Streets                                   | Hed Kandi - HEDK12013             | Septiembre de 2005       |
| I Knew You When                                 | Quiet City Recordings - QCR002SV  | 17 de abril de 2006      |
| Another Chance (Kaskade Remix)                  | Quiet City Recordings - QCR008    | 24 de septiembre de 2008 |
| You Can Be The One                              | Ultra Records - UL2202            | 1 de septiembre de 2009  |
| You Can Be The One (Sultan & Ned Shepard Remix) | Ultra Records - UL2256            | 23 de septiembre de 2009 |
| Finally Found                                   | Ultra Records - UL2363            | 22 de diciembre de 2009  |
| Finally Found (Extended Mixes)                  | Ultra Records - UL2366            | 19 de enero de 2010      |